# Жилищен модул
Жилищния модул (на английски: Habitation Module) е модул за Международната космическа станция (МКС) проектиран с цел да бъде основното ѝ жилищно помещение с кухня, тоалетна, баня, спално помещение и медицинско оборудване. Проектът е прекратен след като корпусът на модула с размерите на автобус е завършен.
Нито един от проектите за Корабът за аварийна евакуация на екипажа не е осъществен и това първоначално забавя изстрелването на жилищния модул, а впоследствие довежда и до изоставянето му.
На 14 февруари 2006 г. е решено модулът да бъде рециклиран в наземен модул за проучвания.

## Белeжки
1. ↑  ((en)) НАСА решава да рециклира отменен модул на МКС Информация от www.space.com